# Herbert Boeckl
Herbert Boeckl, Herbert Böckl (ur. 3 czerwca 1894 w Klagenfurcie (Styria), zm. 20 stycznia 1966 w Wiedniu) – austriacki malarz, jeden z głównych przedstawicieli austriackiego modernizmu.

## Życie
Po zdaniu matury w Klagenfurcie w 1912 Herbert Boeckl ubiegał się o przyjęcie na studia w wiedeńskiej Akademii Sztuk Pięknych, został jednak odrzucony. Rozpoczął wtedy studia architektury na Politechnice (Technischen Hochschule) w Wiedniu oraz w prywatnej szkole postępowego architekta wiedeńskiego modernizmu Adolfa Loosa. W latach 1914–1918 jako oficer brał udział w I wojnie światowej.
Jako malarz był samoukiem. Pierwsze obrazy jego autorstwa powstawały w 1910 roku, w 1913 Boeckl uczestniczył w wystawie w wiedeńskiej galerii Kunstsalon Pisko.
Podczas wojny poznał młodego historyka sztuki Bruno Grimschitza, który służy w tym samym 28. regimencie artylerii polowej. Powstały ok. 1915–1916 portret Grimschitza pędzla Boeckla, wystawiony w 1918 na jesiennym przeglądzie organizowanym przez Künstlerhaus w Klagenfurcie, wzbudził zachwyt Egona Schiele i stał się początkiem kariery Boeckla. Schiele polecił go bowiem tuż przed swą śmiercią handlarzowi sztuką Gustawowi Nebenhay.
Kontrakt z handlarzem zawarty w 1920 roku otworzył malarzowi możliwość podróżowania. W latach 1921–1922 przebywał on w Berlinie, w 1923 w Paryżu, w 1924 w Palermo na Sycylii.
Wczesną (lata 1918–1920) twórczość artysty kształtowało w znacznym stopniu zmaganie się z osiągnięciami starszych kolegów Egona Schiele i Oskara Kokoschki oraz z późnymi dziełami niemieckiego mistrza Lovisa Corintha i ciągle jeszcze oddziałującą na wiedeński świat artystyczny sztuką wschodnioazjatycką.
Pierwszą cezurę w rozwoju malarstwa Herberta Boeckla wyznacza początek lat 20. XX wieku. Paryska podróż i zetknięcie się m.in. z pracami Paula Cezanne’a oraz Vincenta van Gogha i grupy (fowistów) okazały się dla następującej potem fazy twórczości artysty decydujące. Powstałe wtedy dzieła określa przede wszystkim ich czysta żywa barwa uwypuklając w nich to, co elementarne, zmysłowe.
Z kolei pobyt na Sycylii i wrażenia przytłaczającego krajobrazu z jednej strony, a pozostałości sztuki antycznej z drugiej skłoniły artystę do uproszczenia form w kierunku niemal kubistycznych brył w ich tektonicznej monumentalności.
Po swych europejskich podróżach związał się Boeckl w latach 1925–1945 znów z rodzinnymi stronami. W latach 1926–1928 mieszkał w Klagenfurcie, od 1928 zajmował atelier w Wiedniu, letnie miesiące spędzając na austriackiej prowincji. W jego twórczości znalazło to odbicie głównie w kształtujących się w tym czasie trzech podstawowych tematach: pejzażu, martwej naturze i scenach o treści religijnej.
W 1927 roku wystawiał Herbert Boeckl w wiedeńskiej Secesji – była to jego pierwsza znacząca wystawa indywidualna. W latach 30. brał udział w wystawach światowych w Brukseli (1935) i Paryżu (1937). Od 1935 do 1939 wykładał też jako profesor na wiedeńskiej Akademii Sztuk Pięknych, później prowadził kursy aktu (tzw. Abendakt) na Akademii. Po II wojnie światowej przez krótki czas pełnił nawet funkcję rektora tej uczelni.

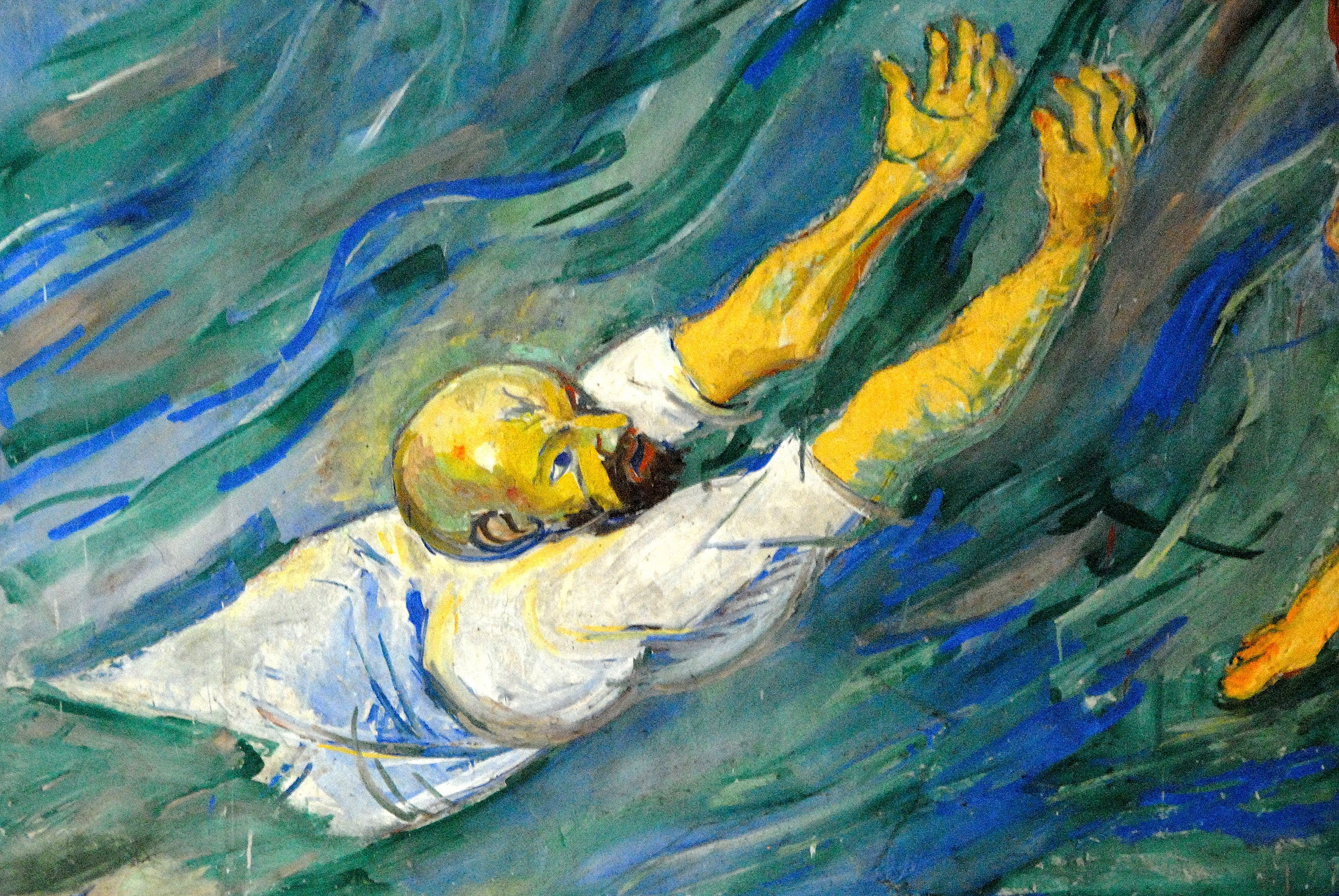
Fragment fresku Boeckla „Wyratowanie św. Piotra z jeziora Genezaret’ (św. Piotr ma wyraźne rysy twarzy Lenina)

Kolejna faza rozwoju artystycznego Boeckla miała swój początek również w podróżach. Od 1946 roku malarz odwiedził m.in. Hiszpanię, Grecję kontynentalną i Kretę oraz Egipt i Syrię. Indywidualna wystawa Boeckla na XXV Biennale w Wenecji w 1950 roku podsumowywała z jednej strony zamknięty już rozdział przetwarzania dokonań europejskiego klasycznego modernizmu od Cezanne’a przez ekspresjonistów, z drugiej zapowiadała nowe tendencje w malarstwie Boeckla. Na koniec lat 40. XX wieku przypada bowiem czas jego intensywnych eksperymentów z abstrakcją (wariacje nt. obrazu Dominikanin czy Lecący szpak), zaś od 1950 praca nad freskami w tzw. kaplicy anioła (Engelskapelle) opactwa w Seckau (Styria), trwająca aż do 1963 roku.
W 1958 roku reprezentował po raz kolejny Austrię na wystawie światowej w Brukseli oraz w roku następnym w São Paulo. W 1964 roku brał udział w XXXII Biennale w Wenecji.
W latach 1962–1965 ponownie był rektorem Akademii Sztuk Pięknych w Wiedniu, gdzie 20 stycznia 1966 zmarł w szpitalu Rudolfinerhaus.
Pochowany jest w grobie honorowym na wiedeńskim Zentralfriedhof. Ku jego czci w 1977 nazwano w Wiedniu jego imieniem ulicę (Herbert-Boeckl-Weg), a w 100. rocznicę urodzin w 1994 poczta austriacka wydała specjalną serię znaczków z podobizną malarza.

## Dzieła
- Liegender Frauenakt (Leżący akt kobiecy), Wiedeń, Leopold Museum, Inv. Nr. 2115, 1919, olej na płótnie, 111 × 158 cm
- Gruppe am Waldrand (Grupa na skraju lasu), Wiedeń, Leopold Museum, Inv. Nr. 632, 1920, olej na płótnie
- Stilleben mit 2 roten Äpfeln (Martwa natura z dwoma jabłkami), Wiedeń, Leopold Museum, Inv. Nr. 656, 1921, olej na płótnie
- Porträt Josef von Wertheimstein (Portet Josefa von Wertheimstein), Wiedeń, Leopold Museum, Inv. Nr. 657, 1921, olej na płótnie
- Berliner Fabrik (Berlińska fabryka), Wiedeń, Leopold Museum, Inv. Nr. 518, 1921, olej na płótnie
- Altberliner Häuser (Domu starego Berlina), Wiedeń, Österreichische Galerie Belvedere, 1922, olej na płótnie
- Stilleben mit Flasche und Fischen (Martwa natura z butelką i rybami), Wiedeń, Österreichische Galerie Belvedere, 1922, olej na płótnie
- Stilleben mit toter Taube (Martwa natura z martwym gołębiem), Wiedeń, Leopold Museum, Inv. Nr. 523, 1922, olej na płótnie
- Landstraße (Polna droga), Wiedeń, Leopold Museum, Inv. Nr. 517, 1922, olej na płótnie
- Stift Eberndorf in Kärnten (Opactwo Eberndorf w Karyntii), Wiedeń, Österreichische Galerie Belvedere, 1922, olej na płótnie
- Badende am Klopeiner See (Kapiące się nad Klopeiner See), Wiedeń, Leopold Museum, Inv. Nr. 521, 1922, olej na płótnie
- Sommerabend am Klopeiner See (Letni wieczór nad Klopeiner See), Wiedeń, Österreichische Galerie Belvedere, 1922, olej na płótnie
- Große sizilianische Landschaft (Wielki pejzaż sycylijski), Wiedeń, Leopold Museum, Inv. Nr. 529, 1924, olej na płótnie
- Stilleben mit Orangen und Krug – Palermo (Martwa natura z pomarańczami i dzbankiem – Palermo), Wiedeń, Leopold Museum, Inv. Nr. 522, 1924, olej na płótnie
- Familie I (Rodzina I), Wiedeń, Leopold Museum, Inv. Nr. 349, 1925, olej na płótnie
- Gartenlandschaft – Armenhaus durch Bäume (Pejzaż ogrodowy – Dom ubogich przez drzewa), Kunstsammlung des Landes Kärnten, 1927, olej na płótnie, 57 × 70 cm
- Selbstporträt mit großem Akt (Autoportret z wielkim aktem), St. Pölten, Niederösterreichisches Landesmuseum, Inv. Nr. 7900, 1934, olej na płótnie
- Landschaft bei Nappersdorf II (Pejzaż pod Nappersdorf II), St. Pölten, Niederösterreichisches Landesmuseum, Inv. Nr. 7344, 1951, olej na płótnie
- Hl. Therese (Św. Teresa), Wiedeń, Österreichische Galerie Belvedere, Inv. Nr. 4813, 1952, olej na płótnie, 92 × 73,5 cm
- Errettung Petri aus dem See Genezareth (Wyratowanie św. Piotra z jeziora Genezaret) klasztor Maria Saal, 1925, fresk
- Apokalypse (Apokalipsa), Kaplica anioła, Seckau, 1952–1960, freski